# Sætning (grammatik)
 For alternative betydninger, se Sætning. (Se også artikler, som begynder med Sætning)
Sætningen er en type ordgruppe som tilsammen danner et udsagn. Den består normalt af et finit verbum og et subjekt. Relationerne mellem sådanne sætningsled kan ses som et gensidigt afhængighedsforhold, eller som relationer der udgår fra verballeddet. En sætning uden verballed kalde et sætningsemne. En sætning kan indeholde andre sætning, i form af helsætninger der indeholder ledsætninger. I sprogteorien skelnes der mellem sætningens udtryksenhed (sætningens reelle bestanddele (ordene, leddene og de forskellige sætningsdele) og dens indholdsenhed/prædikation (det, den udsiger, henviser til, handler om).

## Typer

### Rækkefølge i leddene
En række typemæssige forskelligheder ved sprog blev opdaget af E. Sapir og formuleret af J. Greenberg i 1966. De kan sættes på følgende formel: Hvis et sprog systematisk bruger en sætningsopbygning A, så bruger det sandsynligvis også opbygning B. Ud fra rækkefølgen af sætningsleddene: subjekt (S), verballed (V) og objekt (O), kan man inddele sprog efter typerne SVO, SOV og VSO. I sammenhæng med disse mønstre kan man finde en række andre regelmæssigheder i ordstillingsmønstre og andre grammatiske træk. Således er SVO-sprog ofte præget af, at afhængige led normalt følger det styrende led, bl.a. ved at der bruges præpositioner, og ord knyttet til substantiver følger efter dem. I SOV-sprog er afhængige led stillet foran de ord, de er knyttet til. Her bruges der postpositioner, og substantivernes tilknyttede ord står foran dem.

### Syntaktisk grundopbygning
Sprogenes syntaktiske opbygning giver en anden måde at inddele dem. Her kan man udskille tre sæt normer: I de såkaldte nominativ-akkusativ-sprog markeres subjektet både i transitive og intransitive sætninger i nominativform (nævnefald), mens objektet markeres i akkusativ (genstandsfald). De såkaldte ergative sprog markerer subjektet i de transitive sætninger som ergativ, mens både objektet i de transitive sætninger og subjektet i intransitive sætninger står i absolutiv, der i reglen er lig med den umarkerede form af ordet. Endelig er der de såkaldte inaktiv-aktiv-sprog, hvor man markerer det handlende subjekt både i transitive og intransitive sætninger ved at sætte det i aktiv form, mens det inaktive subjekt og objektet begge markeres med inaktiv- eller absolutivformerne.

### Sidestilling, tilføjning eller bøjning
Den tredje inddeling af sprogene er den ældste, som blev udformet allerede inden midten af 1800-tallet. Her konstaterer man, at nogle sprog i princippet lader hvert ord svare til ét sætningsled og generelt udelader bøjningsparadigmer. De kaldes isolerende, og blandt eksemplerne er kinesisk og vietnamesisk. Omvendt er der sprog, som udtrykker syntaktiske markeringer ved brug af affikser, som sættes på en rod, således at affikserne udtrykker særlige nuancer (modus, tempus, aspekt el. andet) af rodordet. Disse sprog kaldes agglutinerende, og de typiske eksempler er tyrkisk og japansk. Så er der de sprog, som markerer syntaksen både ved hjælp af ændringer i ordenes rod og ved hjælp af betydningsbærende endelser. Disse sprog kaldes flekterende, og arabisk eller græsk er gode eksempler. Endelig findes der sprog, som kan bygge så mange endelser på kerneordenes rod, at sætningen erstattes af ét langt, sammensat ord. De sprog kalder man polysyntetiske, og grønlandsk er det klassiske eksempel.

### Sammenhænge på tværs
Hvis man vælger at se disse tre inddelingsmåder som udtryk for forskellige synsvinkler på sprogene og ikke som absolutte størrelser, opdager man, at de ofte er mere eller mindre overlappende. Det er påvist, at mange ergative sprog samtidig også kan betragtes som SOV-sprog med en agglutinerende morfologi. (Men det omvendte er ikke tilfældet, nemlig at SOV-sprog med agglutinerende type også nødvendigvis skal være ergative.)

## Dansk
På dansk kan sætninger inddeles i hovedsætninger og ledsætninger. (Ledsætninger kaldte man tidligere bisætninger). På bl.a. dansk og tysk har man omvendt ordstilling (inversion), når subjektet ikke indleder sætningen. Sætningers ledstilling kan beskrives med sætningsskemaet.